# Ivailo Petev
Ivailo Bogdanov Petev (în bulgară Ивайло Богданов Петев; n. 9 iulie 1975, Loveci, Loveci, Bulgaria) este un fotbalist bulgar retras din activitate, care a jucat pe post de mijlocaș la echipe ca Litex Loveci, PFC Spartak Varna⁠(d) și Liubimeț⁠(d). După încheierea carierei, a devenit antrenor, și a antrenat, printre altele, Ludogoreț Razgrad, Echipa națională de fotbal a Bosniei-Herțegovina și Echipa națională de fotbal a Bulgariei.
Petev și-a petrecut toată cariera jucând la echipe din Bulgaria, cu excepția unui sezon la clubul grec Trikala FC. Cel mai mare succes l-a avut la începutul carierei sale la clubul local Litex Loveci alături de care a câștigat Cupa Bulgariei în sezonul 2000–01.
După ce și-a încheiat cariera de jucător, Petev a devenit antrenor, conducând și având cel mai mare succes la clubul bulgar Ludogoreț Razgrad cu care a câștigat trei titluri de campion al Bulgariei, în sezoanele 2011–12, 2012–13 și 2022–23, precum și două Cupe ale Bulgariei și o Supercupă. De asemenea, a lucrat ca antrenor în Cipru, Croația, Arabia Saudită și Polonia. Petev a fost și selecționer al naționalelor Bulgariei și Bosniei și Herțegovinei.
Din 7 noiembrie 2023, este antrenorul principal al echipei române CS Universitatea Craiova.